# Хуалянь (амплуа)

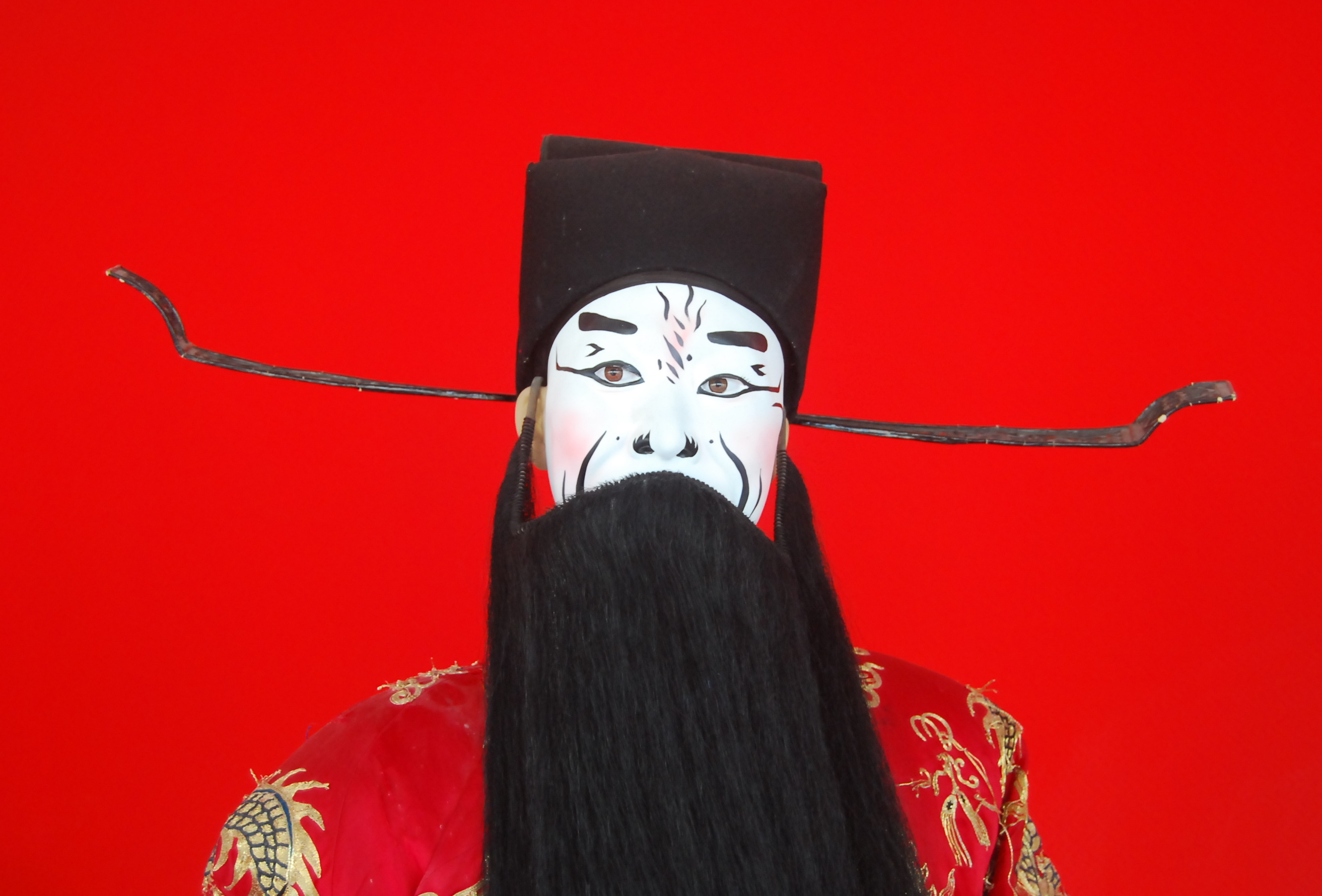
Манекен, изображающий актёра пекинской оперы, который играет Цао Цао (цзяцзы-хуалянь)

Хуалянь (кит. трад. 花臉, упр. 花脸, пиньинь huāliǎn, буквально: «раскрашенное лицо»), также цзин (кит. трад. 淨, упр. 净, пиньинь jìng, буквально: «оборотень») — мужское амплуа в китайской опере, для которого особенно характерен пёстрый грим на всём лице актёра. Отличается от другого мужского амплуа шэн тем, что хуалянь наделены выдающимися физическими или умственными способностями, при этом диапазон ролей хуалянь может быть от выдающихся героев до выдающихся злодеев.

## Особенности амплуа
Грим каждой роли хуалянь особенный и отражает внутренний мир персонажа: по сочетанию цветов в гриме можно сразу узнать, положительный это или отрицательный герой, и каковы его внутренние переживания. Так, красный цвет в гриме отражает лояльность и храбрость; чёрный — силу, верность и неподкупность; синий показывает храбрость и решимость вплоть до жестокости; белый и жёлтый говорят о скрытом коварстве и склонности к предательству; зелёный грим может говорить как о том, что персонаж злодей или преступник, так и о том, что перед зрителем дух или демон, а также — возможно — рыцарь; фиолетовый цвет на лице скажет о храбрости и мудрости; розовый и серый — о старости и достоинстве; золотой и серебряный цвета присущи богам, бодхисаттвам, буддам и другим бессмертным.
Для того, чтобы полностью нанести соответствующий роли грим, актёрам хуалянь нередко приходится дополнительно брить лоб.
Длинная широкая борода на лице актёра может свидетельствовать об удачливости персонажа, треугольная — о его утончённости, красные и синие бороды говорят о божественной природе героя.
Чтобы подчеркнуть, что персонажи хуалянь являются выдающимися личностями, костюмы и головные уборы актёров также обычно делаются крупными, рукава — длинными и квадратными.
Среди актёров амплуа хуалянь следует отметить таких мастеров, как Цзинь Шаошань (кит. 金少山), Xао Шоучэнь (кит. 郝寿臣), Хоу Сижуй (кит. 侯喜瑞), Цю Шэнжун (кит. 裘盛戎), Юань Шихай (кит. 袁世海) и других.

## Разновидности

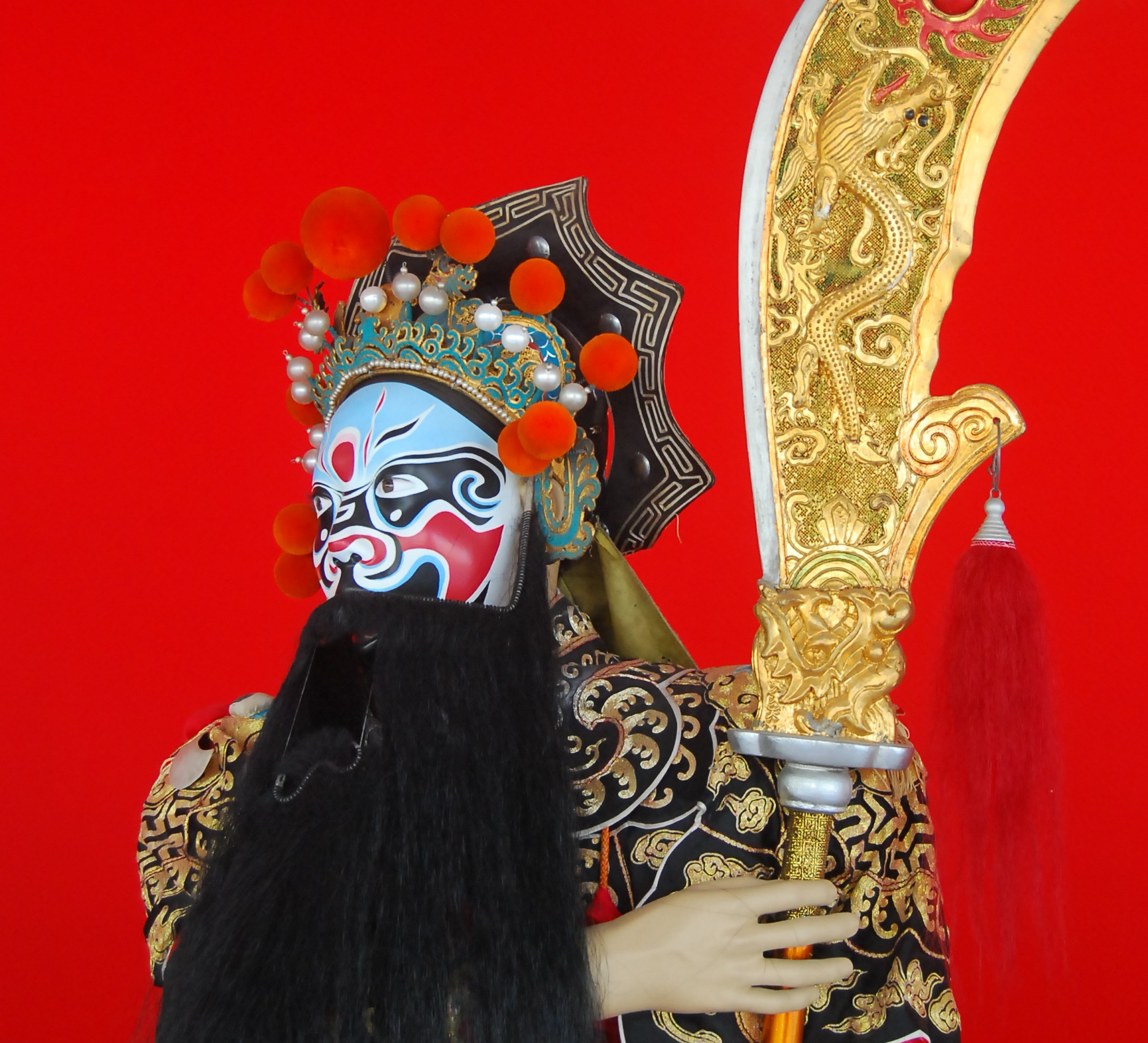
Манекен, изображающий актёра пекинской оперы, который играет (цзяцзы-хуалянь)

Хуалянь подразделяется на три основных типа амплуа:
- Тунчуй-хуалянь (кит. трад. 銅錘花臉, упр. 铜锤花脸, пиньинь tóngchuí huāliǎn) — хуалянь с медным боевым молотом, хуалянь ролей первого плана[1][2], считается большим хуалянь (кит. трад. 大花臉, упр. 大花脸, пиньинь dà huāliǎn, палл. дахуалянь) Также может называться дамянь (кит. 大面, пиньинь dàmiàn, буквально: «большое лицо»), хэйтоу (кит. трад. 黑頭, упр. 黑头, пиньинь hēitóu, буквально: «чёрная голова»)[5] или цзэн-цзин (кит. трад. 正淨, упр. 正净, пиньинь zhèng jìng)[3]. Обычно персонажи этого амплуа — люди в возрасте и имеют солидный социальный статус. Тунчуй-хуалянь предполагает преимущественно вокальные партии без акробатики. Среди ролей этого амплуа — Бао Чжэн[3].
- Цзяцзы-хуалянь (кит. трад. 架子花臉, упр. 架子花脸, пиньинь jiàzi huāliǎn) — хуалянь ролей второго плана[1][2]. Также может называться фу-цзин (кит. трад. 副淨, упр. 副净, пиньинь fù jìng). Исполнение ролей этого амплуа предполагает больше действия на сцене и меньше вокальной составляющей, реплики цзяцзы-хуалянь нередко просторечны, а сами персонажи колоритны и не отягощены заботами. Среди ролей этого амплуа часто оказываются гражданские и военные служащие, но могут быть и императоры[3]. В связи с тенденцией к снижению объёма чисто вокальных партий в представлении китайской оперы, цзяцзы-хуалянь с его разнообразными формами актёрской игры становится наиболее распространённым из амплуа хуалянь[1].
- Сань-куайва-хуалянь (кит. трад. 三 塊瓦 花臉, упр. 三 块瓦 花脸, пиньинь sān kuàiwǎ huāliǎn) — хуалянь-воин[1][2]. Также может называться у-хуалянь (кит. трад. 武花臉, упр. 武花脸, пиньинь wǔ huāliǎn) или у-цзин (кит. трад. 武淨, упр. 副净, пиньинь wǔ jìng). Исполнение ролей этого амплуа связано с использованием большого количества акробатики и боевых искусств[3].

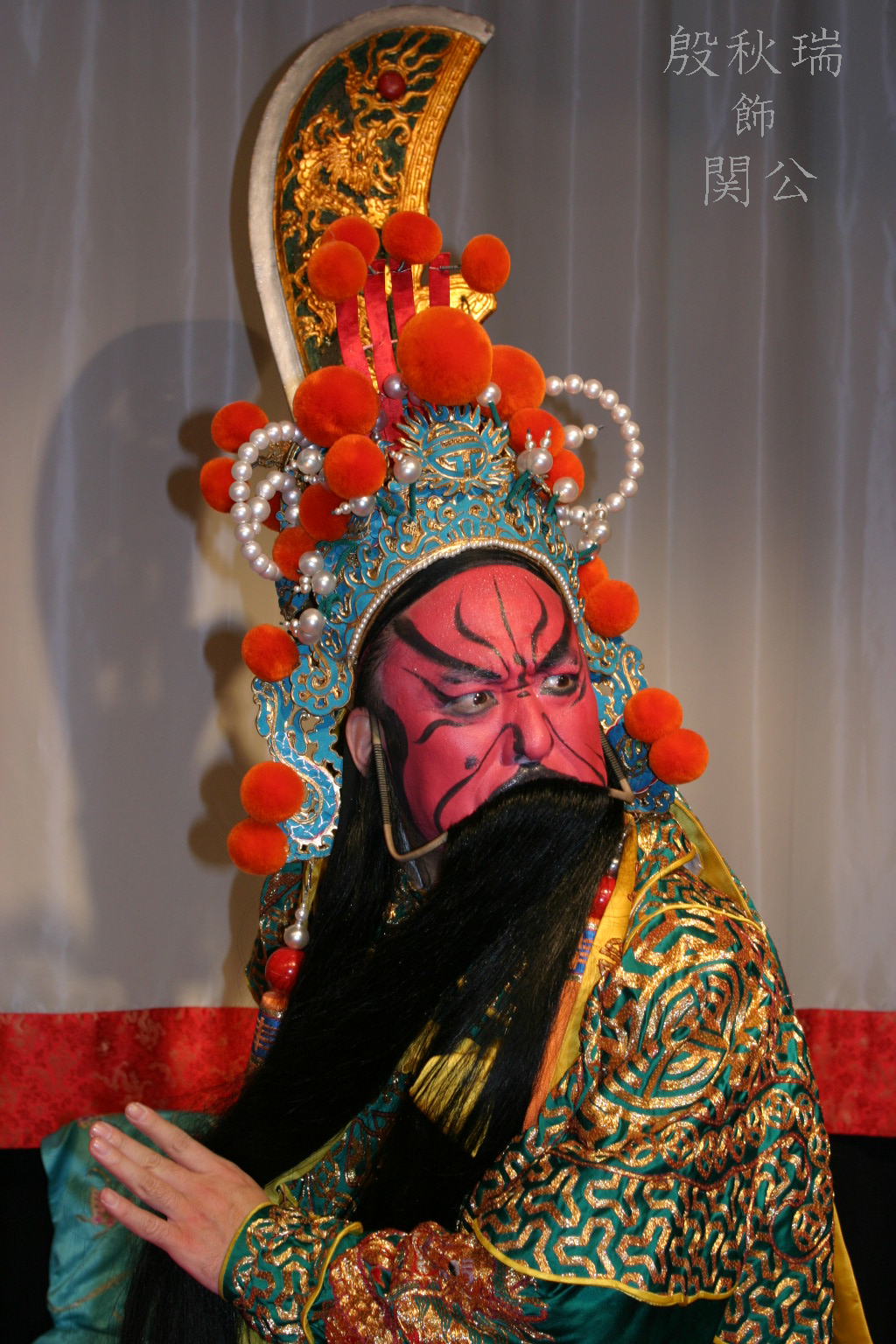
Актёр пекинской оперы играет Гуань Юя (хун-цзин)

Также важно отметить такие самостоятельные разновидности хуалянь, как кувыркающийся и дерущийся шуайда-хуалянь (кит. трад. 摔打花臉, упр. 摔打花脸, пиньинь shuāida huāliǎn; среди ролей этого амплуа, как и среди ролей хуалянь-воина, — обычно герои и воины, но шуайда-хуалянь предполагает гораздо больше акробатических номеров), а также краснолицый хун-цзин (кит. трад. 紅淨, упр. 红净, пиньинь hóng jìng; обычно это амплуа используется для роли Гуань Юя и предполагает больше акробатических номеров и актёрской игры и меньше вокальной составляющей).